# Werner E. Stichnote
Werner E. Stichnote (* 28. Januar 1908; † 15. September 1994 in Darmstadt) war ein deutscher Verleger.

## Werdegang
Werner E. Stichnote war der Sohn des Potsdamer Druckers Eduard Stichnote (1868–1937) und seiner Frau Anna. 1937 übernimmt er zusammen mit seinem Bruder Eberhard die Firma. 1943 wird ein Verlag gegründet, in dem die Potsdamer Drucke erschienen (hrsg. zusammen mit Edwin Redslob). Während der Zeit des Nationalsozialismus erschienen im Verlag unter anderem einige bibliophile Werke, z. B. zu Arno Breker. Stichnote erwarb die in Weimar eingelagerten Bestände der Cranach-Presse des Exilanten Harry Graf Kessler. Nach Kriegsende wurde der Verlag in Potsdam neu aufgebaut. Als Offizin Eduard Stichnote verlegte er u. a. originalgrafische Bücher, z. B. 1946 von Hans Orlowski Zehn Holzschnitte.
Der Verlag erhielt die Lizenz am 7. Februar 1947. Verlagsleiter war Ulrich Riemerschmidt. Im November 1950 floh Stichnote in die Bundesrepublik. Der Verlag in Potsdam wurde unter treuhänderischer Verwaltung fortgeführt und in Volkseigentum überführt. 1952 gründete Stichnote in Darmstadt zusammen mit Gérard Du Ry van Beest Holle die Verlag Stichnote GmbH. 1953 kauften beide die Rechte an der Reihe Bürgers Taschenbücher von Alfons Bürger und gründen den Verlag Das goldene Vlies. Das Programm des Verlags wurde vom Ullstein Verlag übernommen. 1955 arbeitet Stichnote daraufhin für Ullstein Taschenbücher und gilt deshalb als Mitbegründer des Ullstein Verlag. Holle stieg aus dem Verlag aus und arbeitete in seinem eigenen Verlag (siehe Holle Verlag). Ab 1961 war Stichnote Mitglied des Direktoriums bei Ullstein. Stichnote führte neben seiner Tätigkeit bei Ullstein einen eigenen Verlag weiter, der 1969 in die Deutsche Verlags-Anstalt überging. Von 1968 bis 1971 war er Vorsteher des Börsenvereins des Deutschen Buchhandels. Ab 1971 war er für 2 Jahre „Geschäftsführer Produktionsleitung und Bibliophilia“ bei Ullstein. 1978 bis 1987 erschien bei Ullstein/Propyläen Verlag eine Reihe von bibliophil ausgestatteten Anthologien mit dem Imprint Edition Stichnote, ab 1982 erschien in diesem Rahmen die Reihe Posie der Welt.

„Eine Kontinuitätslinie ist im wechselvollen Leben des Verlegers Werner E. Stichnote allerdings zu erkennen: Es ist die typographische Tradition der Potsdamer Offizin Eduard Stichnote, also der Vorrang der Buchproduktion vor dem Verlagsprogramm.“

Er wurde 1954 Mitglied der Darmstädter Freimaurerloge Zum flammenden Schwert, die der Großen Landesloge der Freimaurer von Deutschland angehört.

## Ehrungen
- 1968: Johann-Heinrich-Merck-Ehrung der Stadt Darmstadt
- 1976: Großes Verdienstkreuz des Verdienstordens der Bundesrepublik Deutschland